# プリンセス京都
プリンセス京都（プリンセスきょうと）は、京都府に住む女性を対象としたミスコンテスト。

## 概要
プリンセスの京都版である。プリンセス全国展開の一環として2012年より開催された。

## 表彰項目
- グランプリ
- 準グランプリ
- 特別賞
- PV賞
- スポンサー賞

## 過去出場者
- 村本美佳（2013年グランプリ）
- 楠岡沙也加（2013年準グランプリ）
- 毛利真維（2013年PV賞、Facebook賞）
- 玉田理沙（2012年グランプリ）
- 阿部樹里（2012年準グランプリ）
- 立田有利子（2012年特別賞）
- 岡沙耶佳（2012年PV賞）